# Холанд, Ларс
Ларс Холанд (швед. Lars Håland; 28 июля 1962 года, Стокгольм) — шведский лыжник, чемпион мира, победитель этапа Кубка мира.

## Карьера
В Кубке мира Холанд дебютировал в 1986 году, в марте 1989 года одержал свою единственную в карьере победу на этапе Кубка мира. Кроме победы имеет на своём счету 2 попадания в тройку лучших на этапах Кубка мира. Лучшим достижением Холанда в общем итоговом зачёте Кубка мира является 6-е место в сезоне 1988/89.
За свою карьеру принимал участие в двух чемпионатах мира, на чемпионате мира 1989 года в Лахти завоевал золото в эстафетной гонке и бронзу в гонке на 15 км.